# Чилон (Андижанская область)
Чилон (узб. Chilon / Чилон) — посёлок городского типа, расположенный на территории Андижанского района Андижанской области Республики Узбекистан.

Статус посёлка городского типа с 2009 года.